# Strumeň
Strumeň (řidčeji Struměň, polsky Strumień, německy Schwarzwasser) je město v jižním Polsku ve Slezském vojvodství v okrese Těšín na území Těšínského Slezska. Leží na řece Visle poblíž Goczałkowické přehrady a je centrem tzv. „Žabího kraje“, oblasti mezi Čechovicemi-Dědicemi a Žibřidovicemi, kde se ve velkém měřítku rozvinulo rybníkářství.
Ke dni 31. 12. 2023 žilo ve Strumeni 3 558 obyvatel, jedná se tedy o nejmenší město celého Těšínska. Rozloha města činí 6,28 km². Gmina Strumeň zahrnuje kromě samotného města Bonkov, Drahomyšl, Pruchnou, Záblatí a Zbytky.

## Historie
Dějiny obce sahají do středověku, první písemná zmínka o ní pochází z roku 1293. Původně patřila ke Pštinskému knížectví. Mezi lety 1480–1517 měla Pštinsko a Těšínsko společného panovníka, Kazimíra II. Po jejich opětovném rozdělení zůstala Strumeň uvnitř hranic Těšínského knížectví. V roce 1482 získala městská práva z rukou tehdejšího vlastníka Mikuláše Brodeckého. Po následující staletí byl vývoj městečka úzce spjatý s rybníkářstvím.
V roce 1742, po rozdělení Slezska v důsledku slezských válek, se stalo hraniční obcí habsburské monarchie – území na sever od něj už patřilo k Prusku. Dodnes lze v okolních lesích najít staré hraniční kameny. Jelikož Severní dráha císaře Ferdinanda (zprovozněná v roce 1855) vedla přes Chyby a Drahomyšl, nikoliv Strumeň, ta byla zbavena šance hospodářského vývoje v 19. století. V letech 1911 až 1925 existovala úzkorozchodná lokálka (resp. meziměstská tramvaj) spojující cihelnu ve Strumeni s nádražím v Chybech.
V letech 1893–1898 zde jako učitel pracoval Josef Koždoň – vůdce Slezské lidové strany propagující slezskou národnost a po pádu Rakouska-Uherska také myšlenku samostatného slezského státu, resp. připojení celého Těšínska k Československu coby „menšímu zlu“. Strumeň patřila během sporu o Těšínsko k baštám „šlonzakovců“. Přesto byla rozhodnutím Konference velvyslanců předána v roce 1920 Polsku. V roce 1945 probíhaly kolem Strumeně urputné boje mezi Rudou armádou a Wehrmachtem, které se zapsaly do dějin jako strumeňská bitva. Poškozena byla velká část města včetně historické radnice.

## Doprava
Západně od města vede důležitá dopravní tepna – státní silnice č. 81 spojující Vislu a Ustroň s katovickou aglomerací. Pravidelný osobní provoz na železniční trati Chyby – Slezské Pavlovice (Pawłowice Śląskie) postavené v roce 1924 byl roku 2004 zastaven a obnoven až od jízdního řádu 2018/2019.